# Christian Burns (koszykarz)
Christian Charles Burns (ur. 4 września 1985 w Trenton) – amerykański koszykarz, występujący na pozycji skrzydłowego, obecnie zawodnik Basket Brescia Leonessa.
W 2007 został wybrany w drafcie do ligi USBL przez zespół Delaware Stars z numerem 21 ogólnej listy. W tym samym roku wystąpił w letniej lidze NBA, w Las Vegas, reprezentując barwy zespołu Philadelphia 76ers.

## Osiągnięcia
Stan na 27 września 2020, na podstawie, o ile nie zaznaczono inaczej.
College
- Zawodnik Roku:
  - Daktronics NCAA Division II (2007)
  - Konferencji Central Atlantic Collegiate (2007)
  - ECAC Division II (2007)
  - Herb Good Small College (2007)
- Mistrz sezonu zasadniczego konferencji Central Atlantic Collegiate (2007)
- Wicemistrz sezonu zasadniczego CACC (2006)
- MVP Wschodu podczas meczu gwiazd NCAA Dywizji II (2007)
- Zaliczony do:
  - I składu:
    - CACC (2007)
    - turnieju CACC (2007)

  - II składu All-CACC (2006)
- Uczestnik meczu gwiazd NCAA Division II (2007)

Drużynowe
- Mistrz Czech (2015)
- Zdobywca:
  - Pucharu Czech (2015)
  - Superpucharu Włoch (2018)
- Uczestnik międzynarodowych rozgrywek:
  - Euroligi (2018–2020)
  - Eurocup (2015)[3]

Indywidualne
- Uczestnik meczu gwiazd:
  - PLK (2008)[4]
  - ligi ukraińskiej (2011)[3]
- Lider ligi włoskiej w zbiórkach (2018)